# 1129 dans les croisades

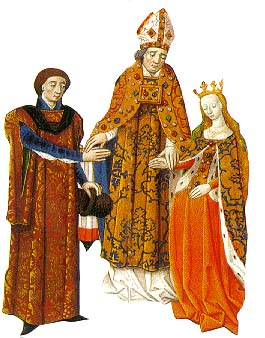
Mariage de Foulque d'Anjou et de Mélisende

Cette page regroupe les évènements concernant les Croisades qui sont survenus en 1129 : 
- 13 janvier : L'Ordre du Temple est reconnu par le Concile de Troyes[1].
- 17 février : mort de Thoros Ier, seigneur arménien des Montagnes[2].
- 2 juin : Mélisende, héritière de Jérusalem, épouse Foulque d'Anjou[3].
- septembre : Les Ismaëliens livrent la forteresse de Pancas à Baudouin II, roi de Jérusalem[4].
- 5 décembre : Baudouin II, roi de Jérusalem, doit lever le siège de Damas[5].